# All Pakistan Women Association
All Pakistan Women's Association (APWA), är en kvinnoorganisation i Pakistan, grundad 1949. Den är Pakistans representant i International Alliance of Women (IAW).
APWA grundades av politikern, feministen och premiärministerfrun Ra'ana Liaquat Ali Khan. Det grundades för att ta hand om flyktingar under delningen av Pakistan och Indien. Zaib-un-Nissa Hamidullah och Zubeida Habib Rahimtoola tillhörde föreningens ledande medlemmar. 
Under perioden 1949-1977 arbetade kvinnorörelsen i Pakistan genom APWA i tätt samarbete med den pakistanska regeringen för att säkra kvinnors lagliga rättigheter i den nybildade staten, ett arbete som kom att ha stor betydelse även om det inte räckte hela vägen för att säkra jämlikhet i lagen.
APWA verkar för kvinnors välfärd, utbildning och rättigheter i samhället, och ägnar sig också åt socialt arbete bland behövande i allmänhet med hjälp av donationer. 